# André Grobéty
André Claude Grobéty (* 22. Juni 1933 in Ballaigues; † 20. Juli 2013) war ein Schweizer Fussballspieler. Der Verteidiger nahm an den Weltmeisterschaften 1962 und 1966 teil und absolvierte von 1957 bis 1966 in der «Nati» 40 (1) Länderspiele.

## Karriere

### Vereine
Grobéty spielte von 1950 bis 1954 für den Servette FC in der Nationalliga A, nachdem der gelernte Tapezierer-Dekorateur die Anfänge als Fussballer bei CS International Genf erlebt hatte. Nach einem Jahr bei den Amateuren von RC Paris in der Saison 1954/55 kehrte er zu Servette zurück, wo er bis 1958 spielte. Anschliessend wechselte er zum FC Lausanne-Sports, mit dem er 1965 Schweizer Meister sowie 1962 und 1964 Schweizer Cupsieger wurde. Grobéty spielte 189 Meisterschaftsspiele in Serie in jener ruhmreichen Lausanner Mannschaft, die im Meisterjahr 1965 mit Grobéty, Schneiter, Tacchella, Dürr und Hosp das Gerippe des Nationalteams stellte.
Im Schweizer Cupfinal am 15. Mai 1967 im Berner Wankdorfstadion zwischen Lausanne und dem FC Basel verhängte Schiedsrichter Karl Göppel beim Stand von 1:1 in der 88. Spielminute einen umstrittenen Penalty für Basel, nachdem der Basler Helmut Hauser sich nach einer leichten Berührung durch Grobéty theatralisch fallen gelassen hatte. Hauser führte den Strafstoss selbst aus und verwandelte zum 2:1. Daraufhin weigerten sich die Lausanner, das Spiel fortzusetzen, und setzten sich demonstrativ auf den Platz. Der Schiedsrichter brach das Spiel ab, und Basel wurde der Cupsieg mit einem 3:0-Forfait zuerkannt.
1968 schloss sich Grobéty als Spielertrainer dem unterklassigen FC Meyrin an. Nach einer Saison beendete er seine Spielerkarriere und trainierte den Club noch bis 1971.

### Nationalmannschaft
Grobéty gab am 14. April 1957 bei der 0:4-Niederlage im Spiel des Europacups der Nationalmannschaften gegen Österreich sein Debüt in der «Nati», als er in der 67. Minute für Fritz Morf eingewechselt wurde. Einen Monat später, am 19. Mai, kam er in seinem zweiten «Nati»-Einsatz in Basel im WM-Qualifikationsspiel gegen Schottland (1:2) zum Einsatz, wo er an der Seite von Torhüter Eugène Parlier, Willy Kernen, Heinz Schneiter, Charles Antenen, Robert Ballaman, Eugen Meier und Roger Vonlanthen unter Trainer Jacques Spagnoli auflief. Am 4. Oktober 1959 traf er in Bern mit seinen Spielkameraden erstmals auf die deutsche Fussballnationalmannschaft. Er verteidigte mit Kurt Leuenberger, Gilbert Fesselet, Leon Walker und Heinz Schneiter; das Team von Bundestrainer Sepp Herberger setzte sich aber mit 4:0 durch. Sein Gegenspieler Heinz Vollmar erzielte in der fünften Minute die deutsche 1:0-Führung. Grobéty gehörte auch den Teams der fünf siegreichen Spiele mit der «Nati» vom 6. April 1960 bis 20. Mai 1961 gegen Chile (4:2), Niederlande (3:1), Frankreich (6:2) und Belgien (4:2/2:1) an.
Er stand auch in der Mannschaft, die am 12. November 1961 das Entscheidungsspiel um die Qualifikation zur Weltmeisterschaft 1962 in Chile mit 2:1 gegen Schweden gewann. Im Team des Vizeweltmeisters standen noch mit Orvar Bergmark, Bengt Gustavsson und Agne Simonsson drei Spieler aus dem erfolgreichen Weltmeisterschaftsturnier 1958. Neben den 8'000 Schweizern waren nur 3'000 schwedische Anhänger im Berliner Olympiastadion anwesend gewesen. Und dazu waren noch 39'000 Berliner gekommen. Für die Schweizer Equipe war das Match zu einem Heimspiel geworden; die überwiegenden der 39'000 Berliner stimmten in die «Hopp Schwiiz»-Chöre ein. «Schweiz gegen Schweden - der bewegendste Augenblick im Schweizer Fussball seit dem 9. Juli 1938» titelte die Tribune de Lausanne und stellte die beiden Siege über Schweden mit den grössten von der «Nati» errungenen Erfolgen von 1924 und 1938 in eine Reihe.
Grobéty wurde anschliessend in das WM-Kader berufen. Dort wurde er in den Gruppenspielen gegen Chile, Deutschland und Italien eingesetzt. Die Schweiz verlor alle drei Spiele der Vorrunde und schied aus.
Sein letztes von 40 Länderspielen, in denen er ein Tor schoss, bestritt Grobéty am 12. Juli 1966 bei der Schweizer 0:5-Niederlage gegen Deutschland im Auftaktspiel bei der Weltmeisterschaft in England. Im Defensivverbund war dabei die Schweiz unter Trainer Alfredo Foni mit Karl Elsener, Grobéty, Heinz Schneiter, Ely Tacchella, Hansruedi Fuhrer, Heinz Bäni und Richard Dürr in Sheffield angetreten.

## Erfolge
- Schweizer Meister: 1965
- Schweizer Cupsieger: 1962, 1964